# Ardisia guianensis
Ardisia guianensis là một loài thực vật có hoa trong họ Anh thảo. Loài này được (Aubl.) Mez mô tả khoa học đầu tiên năm 1901.